# Guttal, Haveri
Guttal là một làng thuộc tehsil Haveri, huyện Haveri, bang Karnataka, Ấn Độ.